# 岩田直樹
岩田 直樹（いわた なおき、1956年5月2日 - ）は、日本の実業家。りそな銀行代表取締役社長や、同社取締役会長を経て、一条工務店代表取締役社長。

## 人物・経歴
兵庫県出身。神戸市立舞子中学校、兵庫県立長田高等学校を経て、1979年に香川大学経済学部を卒業後、協和銀行（後のあさひ銀行、現りそな銀行）に入行。あさひ銀行中目黒支店長、蒲田支店長、難波支店長、りそな銀行東京営業統括部法人部長などを経て、2009年からりそな銀行代表取締役社長を務め、ファイナンシャル・プランナーの増員などを進めリテール事業の強化にあたった。2013年りそな銀行取締役会長。りそな中小企業振興財団理事長、一条工務店取締役副社長、上新電機取締役などを経て、2017年一条工務店代表取締役社長。